# Izaro Andrés
Izaro Andrés Zelaieta (Mallavia, Vizcaya, 31 de diciembre de 1993), conocida simplemente como IZARO, es una cantautora española.

## Biografía
Nació en Mallavia en la provincia de Vizcaya. Inició sus estudios en San Sebastián, pero los interrumpió para ir a los Estados Unidos. A su vuelta, y compaginando con la publicación de sus primeras canciones, se graduó en Comunicación en la Universidad de Deusto en 2016, carrera que cursó en euskera.

## Trayectoria musical

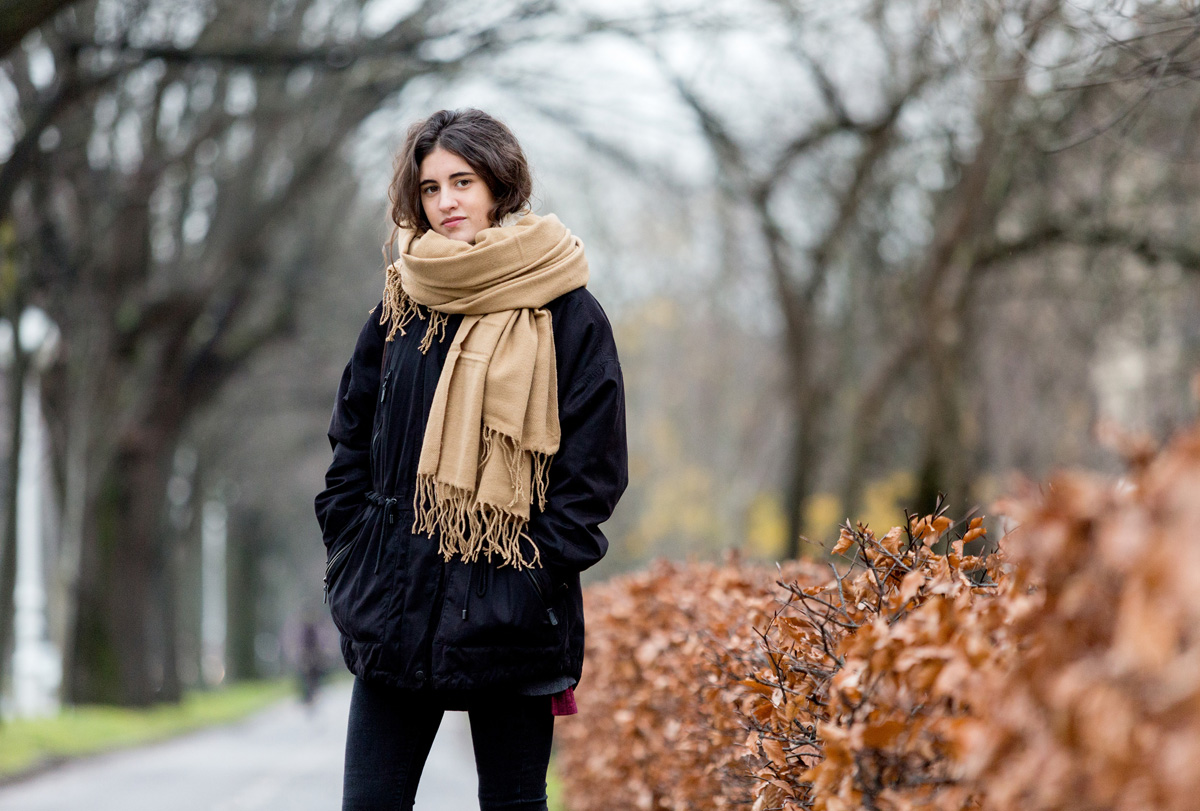
IZARO en una imagen de archivo

Comenzó su trayectoria musical en 2014. Su primer tema, «Paradise», que subió a YouTube, formó parte de la banda sonora de la película Pikadero, que participó en el Festival Internacional de Cine de San Sebastián en 2015.
Cantó en bares hasta que en 2016, gracias a una campaña de micromecenazgo, lanzó su primer LP, Om, en 2017 con temas en euskera, inglés y español. Ese mismo año sacó una colección de canciones especiales en euskera que no encajaban bajo un mismo concepto, bajo un EP de nombre Hankapuntetan I (de puntillas), con temas como «Errefuxiatuena», que canta con Mikel Urdangarin.
En febrero de 2018 estrenó Eason, acompañado de una gira de 7 conciertos que arrancó el 8 de marzo en el Teatro Arriaga de Bilbao.
En 2020 publicó Limones en invierno, con 10 canciones multilíngües. En el tema y videoclip «Invierno a la vista» contó con la colaboración del músico Xoel López.
En 2021 compuso y puso voz a «Nora», canción que forma parte de la banda sonora de la película homónima, dirigida por Lara Izaguirre.
En 2022 publicó Limones de oro, un disco formado por 16 canciones en las que canta con artistas llegadas de México (Álex Ferreira, Bratty, Silver Rose), Cuba (Daymé Arocena), Brasil (Duda in the sky) o España (Zahara, Pedro Pastor, Xoel López, Rozalén, Amaral, Cris Belako, Eñaut Elorrieta, Mikel Urdangarin, Gartxot, Eñaut Gaztañaga). Este trabajo estuvo acompañado de una gira por 20 ciudades españolas.
En 2023 anunció Cerodenero, su quinto trabajo de estudio, junto a nueva gira por auditorios y salas.
En enero de 2024 inició una gira de conciertos por el País Vasco y el extranjero, actuándo en ciudades como Austin, Dallas, Bogotá, o Nueva York. La gira concluyó en mayo de 2025 en el Bizkaia Arena de Bilbao y contó con la participación de varios artistas invitados, tales como Olatz Salvador, Valeria Castro, Miki Núñez, Martin Urrutia, Esanezin o Janus Lester.
A finales de 2024 presentó Izaro Gabonetan, un disco navideño compuesto por 8 temas.

## Discografía

### Álbumes y EP
| Título              | Detalles                                                                      | Listas |
| Título              | Detalles                                                                      | ESP    |
| ------------------- | ----------------------------------------------------------------------------- | ------ |
| Om                  | - Lanzamiento: 9 de septiembre de 2016 - Formato: Descarga digital, CD        | —      |
| Hankapuntetan I     | - Lanzamiento: 8 de diciembre de 2017 - Formato: Descarga digital, CD         | —      |
| Eason               | - Lanzamiento: 19 de enero de 2018 - Formato: Descarga digital, CD            | 14     |
| Limones en invierno | - Lanzamiento: 31 de enero de 2020 - Formato: Descarga digital, CD, vinilo    | 2      |
| Limones de oro      | - Lanzamiento: 29 de abril de 2022 - Formato: Descarga digital, CD, vinilo    | 28     |
| Cerodenero          | - Lanzamiento: 8 de diciembre de 2023 - Formato: Descarga digital, CD, vinilo | 4      |
| Izaro Gabonetan     | - Lanzamiento: 6 de diciembre de 2024 - Formato: Descarga digital, CD         | —      |

### Bandas sonoras
- Pikadero (2015): «Paradise»
- Nora (2021): «Nora»

## Premios y nominaciones
| Año  | Premio                       | Categoría              | Trabajo nominado | Resultado | Ref           |
| ---- | ---------------------------- | ---------------------- | ---------------- | --------- | ------------- |
| 2016 | Premio Kutxa Kultur          | —                      | Ella misma       | Ganadora  | [ 4 ]         |
| 2016 | Premio MIN                   | Mejor disco en euskera | Om               | Nominada  | [ 23 ]        |
| 2018 | Premio Musika Bulegoa Sariak | Mejor disco            | Eason            | Ganadora  | [ 24 ] [ 25 ] |
| 2024 | Premio MIN                   | Mejor disco en euskera | Cerodenero       | Ganadora  | [ 26 ]        |
| 2024 | Premio Gaztea Sariak         | Mejor videoclip        | Cerodenero       | Ganadora  | [ 27 ]        |
| 2024 | Premio Musika Bulegoa Sariak | Mejor disco            | Cerodenero       | Ganadora  | [ 28 ]        |
| 2025 | Premio Gaztea Sariak         | Mejor artista          | Ella misma       | Pendiente |               |